# Unitate de procesare grafică

Componentele unității GPU

O unitate de procesare grafică  (în engleză Graphics processing unit, GPU) este un circuit electronic specializat, conceput pentru a manevra și modifica rapid memoria pentru a accelera crearea de imagini într-un tampon de cadru destinat ieșirii pe un dispozitiv de afișare. GPU-urile sunt utilizate în sisteme încorporate, telefoane mobile, computere personale, stații de lucru și console de jocuri. GPU-urile moderne sunt foarte eficiente la manipularea graficelor computerizate și a procesării imaginilor. Structura lor foarte paralelă le face mai eficiente decât unitățile de procesare centrală cu scop general (CPU) pentru algoritmi care procesează blocuri mari de date în paralel. Într-un computer personal, un GPU poate fi prezent pe o placă video sau încorporat pe placa de bază. În anumite CPU, acestea sunt încorporate pe matrița procesorului.
Termenul „GPU” a fost inventat de Sony în referire la GPU Sony designată de Toshiba, de la consola PlayStation, în 1994.
Termenul a fost popularizat de Nvidia în 1999, care a comercializat GeForce 256 drept „primul GPU din lume”.

## Istoric

### Anii 1970
Plăcile de sistem Arcade folosesc cipuri grafice specializate încă din anii ’70. În hardware-ul de mai devreme al jocurilor video, memoria RAM pentru buffer-urile de cadru era scumpă, astfel încât cipurile video au compus date împreună, pe măsură ce ecranul era scanat pe monitor.
Shifter-ul MB14241 al Fujitsu a fost folosit pentru a accelera desenul graficelor sprite pentru diverse jocuri arcade din anii '70 de la Taito și Midway, precum Gun Fight (1975), Sea Wolf (1976) și Space Invaders (1978).
Pe piața internă în 1977, Atari 2600 a folosit un schimbător video numit adaptorul TV Interface.

### Anii 1980
NEC µPD7220 a fost prima implementare a unui procesor de afișare grafică pentru PC ca un cip integrat unic de scară mare (LSI), care permite proiectarea de carduri grafice video cu costuri reduse, de înaltă performanță, precum cele de la Number Nine Visual Technology. A devenit cel mai cunoscut GPU până la mijlocul anilor '80.
A fost primul procesor de afișare grafică a metalelor-oxid-semiconductor (NMOS), unul complet integrat VLSI (integrare la scară foarte mare) pentru PC-uri, ce a susținut o rezoluție de până la 1024x1024 și a pus bazele pieței de grafică PC emergente. Acesta a fost folosit într-o serie de carduri grafice și a fost autorizat pentru clone precum Intel 82720, prima unitate de procesare grafică Intel.